# Мождана хемисфера
Мождане хемисфере формирају велики мозак кичмењака и одвојене су уздужном можданом браздом. Мозак се стога може описати као подељен на леву и десну мождану хемисферу. Свака од ових хемисфера има спољашњи слој сиве материје, церебрални кортекс, који је подржан унутрашњим слојем беле материје. Код еутеријских (плаценталних) сисара, хемисфере су повезане жуљевитим телом, веома великим снопом мијелинизованих нервних влакана. Мање комисуре, укључујући предњу комисуру, задњу комисуру и форникс, такође се спајају са хемисферама и оне су присутне и код других кичмењака. Ове комисуре преносе информације између две хемисфере ради координације локализованих функција.
Позната су три пола хемисфере мозга: окципитални пол, фронтални пол и темпорални пол.
Централни сулкус је истакнута пукотина која одваја паријетални режањ од фронталног режња и примарни моторни кортекс од примарног соматосензорног кортекса.
Макроскопски, хемисфере су грубо зрцалне слике једне друге, са само суптилним разликама, као што је Јаковљевски обртни момент који се види у људском мозгу, што је благо искривљење десне стране, доводећи га тик испред леве стране. На микроскопском нивоу, цитоархитектура церебралног кортекса показује да су функције ћелија, количине неуротрансмитера и подтипови рецептора изразито асиметрични између хемисфера. Међутим, док су неке од ових хемисферних разлика у дистрибуцији конзистентне међу људским бићима, или чак међу неким врстама, многе видљиве разлике у дистрибуцији варирају од појединца до појединца унутар дате врсте.

## Структура
Свака хемисфера мозга има спољашњи слој мождане коре који је од сиве материје, а у унутрашњости можданих хемисфера је унутрашњи слој или језгро беле материје познато као centrum semiovale. Унутрашњи део хемисфера великог мозга укључује латералне коморе, базалне ганглије и белу материју.
Постоје три пола великог мозга, окципитални пол, фронтални пол и темпорални пол. Окципитални пол је задњи крај сваког окципиталног режња у свакој хемисфери. Зашиљенији је од округлог фронталног стуба. Фронтални пол је на крајњем предњем делу фронталног режња сваке хемисфере и заобљен је од потиљачног пола. Темпорални пол се налази између фронталног и окципиталног пола, и налази се у предњем делу средње лобањске јаме у сваком темпоралном режњу.

## Композиција
Ако се горњи део било које хемисфере уклони, на нивоу од око 1,25 cm изнад жуљевитог тела, централна бела материја ће бити изложена као област овалног облика, centrum semiovale, окружена уским закривљеним рубом сиве супстанце, и прошарана бројним ситним црвеним тачкама (puncta vasculosa), које настају изливањем крви из подељених крвних судова.
Ако се преостали делови хемисфера мало раздвоје, видеће се широка трака беле супстанце, жуљевито тело, која их повезује на дну уздужне бразде; ивице хемисфера које преклапају жуљевито тело се називају labia cerebri.
Свака лабија је део цингуларне вијуге; жлеб између ње и горње површине жуљевитог тела се назива калозални сулкус. Ако се хемисфере одсеку до нивоа са горњом површином жуљевитог тела, видеће се бела супстанца те структуре која повезује две хемисфере.
Велика површина медуларне материје која је сада изложена, окружена увијеном ивицом сиве супстанце, назива се centrum semiovale. Снабдевање centrum semiovale крвљу дешава се путем површне средње мождане артерије. Кортикалне гране ове артерије се спуштају да обезбеде крв у centrum semiovale.

### Развој
Хемисфере мозга су изведене из теленцефалона. Настају пет недеља након зачећа као билатералне инвагинације зидова. Хемисфере расту у облику латиничног слова С, а затим назад, повлачећи са собом све структуре унутрашње хемисфере (као што су коморе). Интравентрикуларни отвор (који се назива и Монроов отвор) омогућава комуникацију са латералним коморама. Хороидни плексус се формира од епендималних ћелија и васкуларног мезенхима.

## Функција

### Латерализација хемисфера
У популарној психологији се често праве широке генерализације о одређеним функцијама (нпр. логика, креативност) које су латерализоване, односно лоциране у десној или левој страни мозга. Ове тврдње су често нетачне, јер је већина можданих функција заправо распоређена на обе хемисфере. Већина научних доказа о асиметрији односи се на перцептуалне функције ниског нивоа, а не на функције вишег нивоа о којима се популарно расправља (нпр. подсвесна обрада граматике, а не „логичко размишљање“ уопште).
Најбољи пример успостављене латерализације је Брокино и Верникеово подручје (језик) где се оба често налазе искључиво на левој хемисфери. Међутим, ове области често одговарају шаци, што значи да се локализација ових подручја редовно налази на хемисфери супротној од доминантне руке. Латерализација функција, као што су семантика, интонација, акцентуација и прозодија, од тада је доведена у питање и углавном је утврђено да има неуронску основу у обе хемисфере.
У неким аспектима, хемисфере су асиметричне; десна страна је нешто већа. Постоје виши нивои неуротрансмитера норепинефрина са десне стране и виши нивои допамина са леве стране. Десно је више беле материје (дужих аксона), а лево више сиве материје (ћелија).
Функције линеарног закључивања језика као што су граматика и производња речи често су латерализоване на леву хемисферу мозга. Насупрот томе, холистичке функције резоновања језика као што су интонација и нагласак често су латерализоване на десну хемисферу мозга. Друге интегративне функције као што су интуитивна или хеуристичка аритметика, бинаурална локализација звука, итд., изгледа да су више билатерално контролисане.
Постоје докази о специјализацији функције – која се назива латерализација – на свакој хемисфери, углавном у погледу разлика у језичким функцијама. Лева хемисфера контролише десну половину тела, а десна леву половину тела. Деценије истраживања латерализације функције Мајкла Газаниге и његових колега сугеришу да различите функције које се крећу од узрочно-последичног резоновања до самопрепознавања могу да прате обрасце који сугеришу одређени степен доминације хемисфере. На пример, показало се да је лева хемисфера супериорнија у формирању асоцијација у памћењу, селективној пажњи и позитивним емоцијама. Десна хемисфера, с друге стране, показала се супериорном у перцепцији висине тона, узбуђењу и негативним емоцијама. Међутим, треба истаћи да истраживање о томе која хемисфера је доминантна у низу различитих понашања дало је недоследне резултате, и стога је вероватно боље размишљати о томе како две хемисфере интерагују да би произвеле дато понашање, а не приписивати одређена понашања на једну хемисферу наспрам друге.

## Клинички значај
Прво, постоје лезије префронталног кортекса, која је област одговорна за састав личности особе и која управља друштвеним понашањем. Дакле, лезије префронталног кортекса узрокују синдром фронталног режња који генерално доводи до промена личности, а посебно може изазвати проблеме са планирањем, иницијативом, расуђивањем и друштвеним понашањем. Појединци имају потешкоћа у доношењу одлука и могу постати импулсивни и агресивни. Појединци такође могу да испоље друштвено неприхватљиво понашање, где се више не уздржавају од говорења или чињења неприкладних ствари, а можда више и не маре за своју одећу и изглед.
Повреда префронталног кортекса такође може допринети поновном појављивању примитивних рефлекса, као што су рефлекс хватања, рефлекс сисања и рефлекс опипања. Билатерално оштећење префронталног кортекса може довести до инконтиненције, апраксије хода, па чак може довести и до акинетичког мутизма, где будне особе немају вољу или мотивацију да се крећу или говоре, али ће пратити очима као одговор на буку.
Постоје и повреде фронталних очних поља које се могу наћи на средњем фронталном гирусу - конкретно, у Бродмановој области 8. Могући узроци лезија фронталних очних поља укључују мождани удар који укључује средњу церебралну артерију, туморе мозга или повреду током неурохирургије. Ово подручје омогућава добровољну контролу покрета очију и коњугацију погледа на контралатералну страну. Као влакна прелазе у контралатерални центар за бочни поглед који се налази у парамедијалној ретикуларној формацији моста да би управљао контралатералним погледом. Оштећење предњег очног поља једне од можданих хемисфера довешће до одступања оба ока ка истој страни на којој је лезија и немогућности да се очи добровољно помере ка контралатералној страни. Ово је у супротности са лезијом ретикуларне формације парамедијалног моста, која ће узроковати да очи одступе на контралатералну страну лезије, даље од повреде. Тако, на пример, када су очи скренуте удесно, лезија може захватити или леву парамедијалну ретикуларну формацију моста или десно фронтално поље ока.
Прво погледајмо лезије на Брокином подручју, или Бродмановом подручју 44/45, које је моторно подручје одговорно за контролу мишића који нам омогућавају да производимо ријечи и говоримо. Смештена у инфериорном фронталном гирусу, лезија овог подручја доводи до Брокине афазије, такође познате као моторна, нефлуентна или експресивна афазија. Код Брокине афазије, појединци имају потешкоћа у планирању и извођењу покрета неопходних за производњу говора. Због тога би причали споро и слабо течно, а биће појачаног напора и паузе између речи. Разумевање говора појединца је нетакнуто, пошто је Верникеова област очувана, али је понављање обично нарушено. Појединци могу имати потешкоћа да именују објекте и обично су свесни свог проблема, што за њих може бити веома фрустрирајуће.
Могућа је лезија Верникеове области, или Бродманове области 22/39/40, која је одговорна за обраду и разумевање писаног и говорног језика, омогућавајући нам да разумемо реченицу и да је изговоримо свеобухватно. Верникеова област се налази у горњем темпоралном гирусу, тако да лезија овде резултира Верникеовом афазијом, такође познатом као сензорна или рецептивна афазија.
У Верникеовој афазији, појединци су течни, добро артикулисани и могу чак говорити брже него обично, али је њихово разумевање и понављање говорног и писаног језика нарушено. Због тога не проналазе праве речи за употребу и њихов говор се чини бесмисленим, што је описано као „салата од речи“. За разлику од Брокине афазије, особе са Верникеовом афазијом нису свесне својих дефицита, па ће говорити као да је све у реду.